# Grammicolepididae
Famille
Les grammicolépididés (Grammicolepididae) forment une petite famille de poissons d'eau profonde, appelés poissons scintillants en raison de leur couleur argentée.
Ils sont liés aux zéidés qui ont également le corps comprimé. La plus grande espèce, Grammicolepis brachiusculus, mesure jusqu'à 64 centimètres de longueur.
Ils se trouvent dans des régions isolées des océans Atlantique et Pacifique, où ils habitent en eaux profondes : jusqu'à environ 1 000 mètres.

## Sous-taxons
Il y a trois espèces dans trois genres selon FishBase :
- genre Grammicolepis
  - Grammicolepis brachiusculus Poey, 1873
- genre Macrurocyttus
  - Macrurocyttus acanthopodus Fowler, 1934
- genre Xenolepidichthys
  - Xenolepidichthys dalgleishi Gilchrist, 1922

Il y a deux sous-familles selon ITIS et WRMS :
- sous-famille Grammicolepidinae Poey, 1873
- sous-famille Macrurocyttinae Myers, 1960